# 長野県道421号宮ノ平豊里線
長野県道421号宮ノ平豊里線（ながのけんどう421ごう みやのたいらとよさとせん）は、長野県南佐久郡北相木村宮ノ平から長野県南佐久郡小海町東馬流に至る一般県道である。
長野県に複数ある、路線認定されているが区域決定のされていない路線の一つ。

## 概要
北相木村と小海町を親沢峠を経由して結ぶ。県道として指定されていない地図も存在するが、全線開通済み。ルート中に県道標識が全く設置されていない。終点付近の市野沢川沿いのルートは狭隘悪路であり、一般車両の通行に適さない。

### 路線データ
- 起点：長野県南佐久郡北相木村宮ノ平（長野県道124号上野小海線交点）
- 終点：長野県南佐久郡小海町東馬流（長野県道2号川上佐久線交点）

## 地理
- 沿線にはJR小海線馬流駅がある。

### 通過する自治体
- 長野県
  - 南佐久郡
    - 北相木村
    - 小海町

### 交差している道路
- 長野県道124号上野小海線
- 長野県道2号川上佐久線